# Voyageur Provincial Park
Voyageur Provincial Park är en park i Kanada.   Den ligger i provinsen Ontario, i den sydöstra delen av landet, 100 km öster om huvudstaden Ottawa. Voyageur Provincial Park ligger 48 meter över havet. Den ligger vid sjöarna  Lac Dollard-des-Ormeaux och Lac Dollard-des-Ormeaux.
Terrängen runt Voyageur Provincial Park är platt, och sluttar österut. Närmaste större samhälle är Lachute, 12,9 km nordost om Voyageur Provincial Park. 
Omgivningarna runt Voyageur Provincial Park är en mosaik av jordbruksmark och naturlig växtlighet. Runt Voyageur Provincial Park är det ganska tätbefolkat, med 70 invånare per kvadratkilometer.